# Ou Xuanyi
Ou Xuanyi (en chino: 欧烜屹; Zhangzhou, 23 de enero de 1994) es un deportista chino que compite en bádminton. En los Juegos Asiáticos de 2022 consiguió una medalla de oro en la prueba de equipo.

## Palmarés internacional
| Juegos Asiáticos | Juegos Asiáticos | Juegos Asiáticos | Juegos Asiáticos |
| Año              | Lugar            | Medalla          | Prueba           |
| ---------------- | ---------------- | ---------------- | ---------------- |
| 2022             | Hangzhou (China) | Medalla de oro   | Equipo           |